# Jan Buijs (architect)

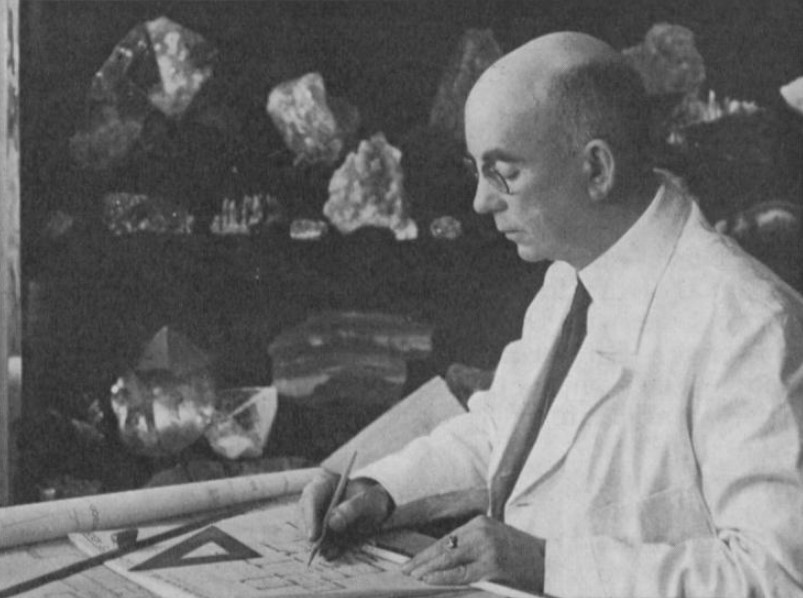
Jan Willem Eduard Buijs, ca. 1938

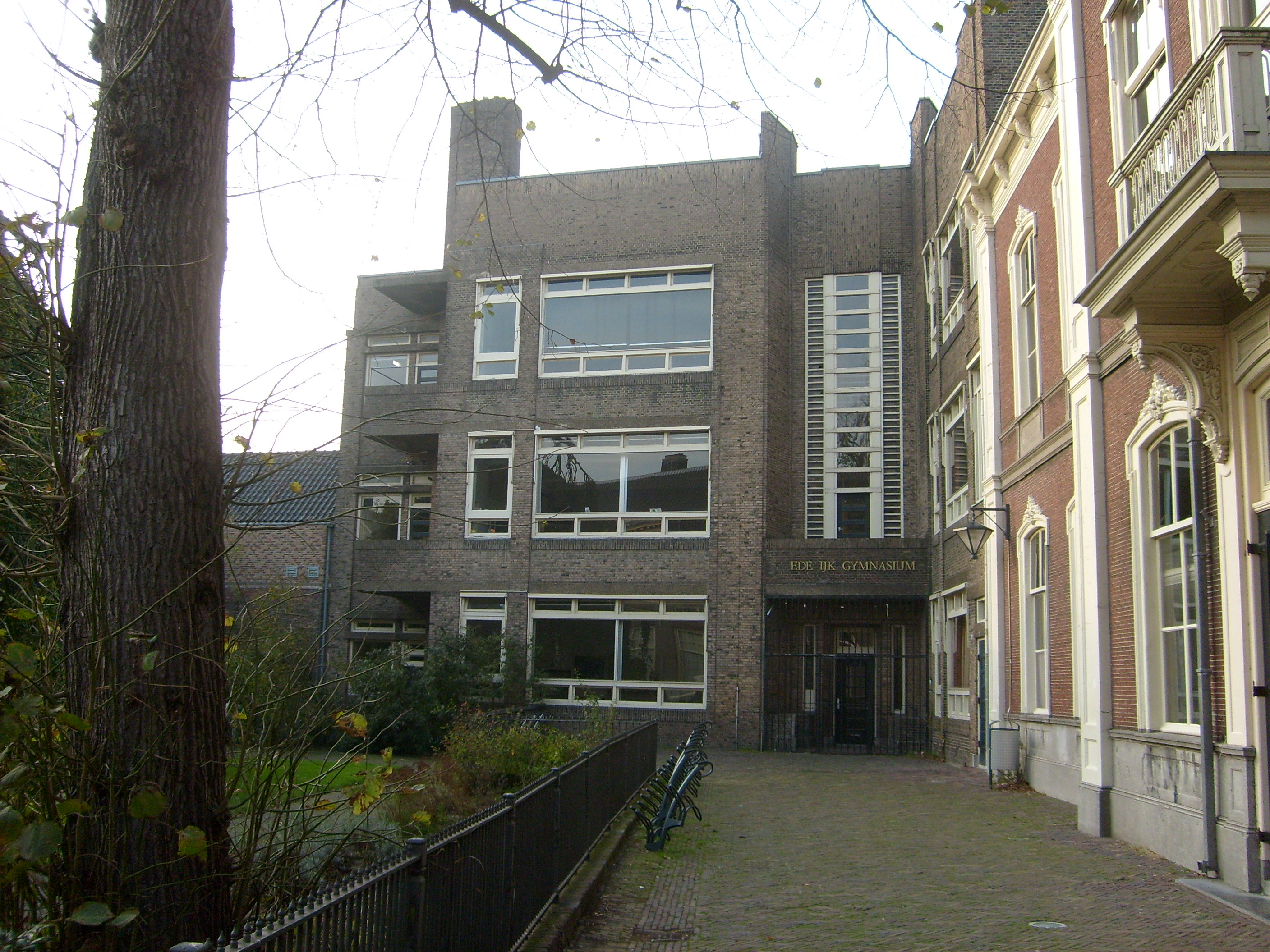
Stedelijk Gymnasium, Haarlem, 1923

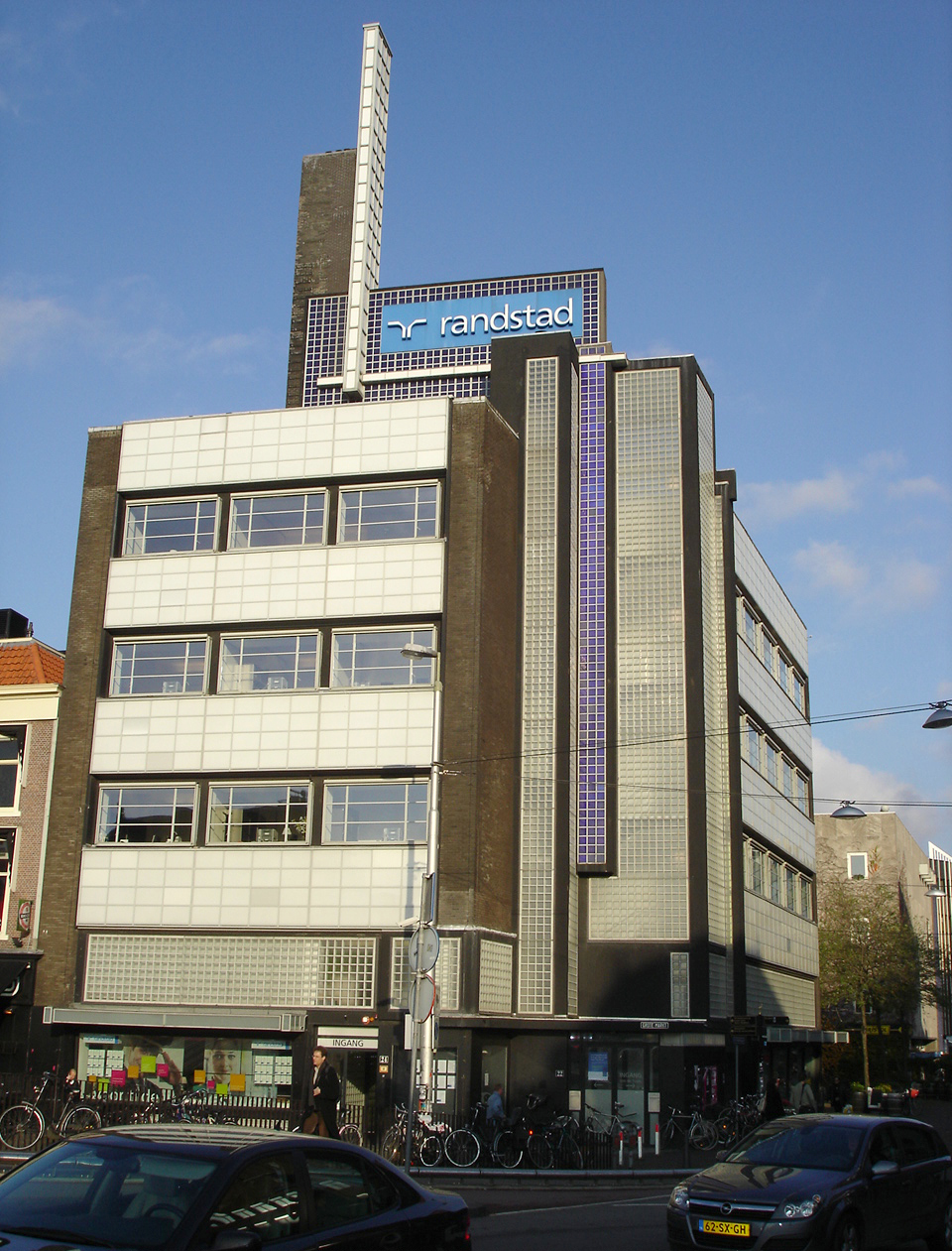
Gebouw 'De Volharding', Grote Markt Den Haag

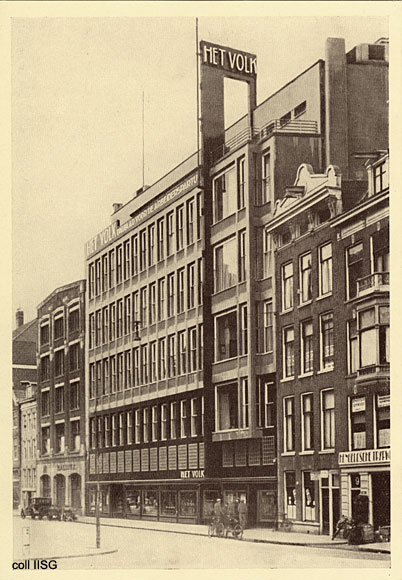
De Arbeiderspers, Amsterdam, ca. 1930

Jan Willem Eduard Buijs (Soerakarta, 26 augustus 1889 - Den Haag, 19 oktober 1961) was een Nederlands architect. Buijs ontwierp fabrieken, kantoren en woonhuizen. Bekend zijn onder andere het gebouw van De Arbeiderspers (1931) in Amsterdam en het gebouw 'De Volharding' (1928) in Den Haag. Buijs is niet echt onder te brengen bij één stijl, hij combineerde de nieuwe zakelijkheid met De Stijl en koos voor het interieur van zijn gebouwen vaak het Bauhaus. 

## Opleiding
Buijs bezocht de HBS in Soerabaja. In 1908 ging de familie terug naar Nederland en Buijs ging in 1909 studeren voor bouwkundig ingenieur aan de Technische Hoogeschool (thans Technische Universiteit Delft) te Delft. Na zijn afstuderen in 1919 werd hij op voorspraak van Ad van der Steur adjunct-architect bij de Openbare Werken van de gemeente Haarlem. Hier bouwde hij onder andere het Stedelijk Gymnasium in 1923-1924. 

## Architectenbureau
In 1924 vestigde Buijs zich samen met Joan Lürsen, met wie hij al enkele jaren had samengewerkt, als zelfstandig architect in Den Haag. Hun bedrijf ging Bureau Buijs en Lürsen heten. In Den Haag kreeg Buijs de opdracht om de Rudolf Steinerkliniek te bouwen. Hij voltooide deze kliniek in 1926 naar een idee van Rudolf Steiner zelf. Het was niet de eigen stijl van Buijs, wat bijvoorbeeld blijkt uit zijn ontwerpen uit dezelfde tijd, die meer verwantschap vertonen met De Stijl. Buijs was ook zeer geporteerd van de Duitse bouwkunst en koos voor het interieur van zijn gebouwen vaak de vormgeving van Bauhaus.

## De Volharding en De Arbeiderspers
De voorkeur van Buijs voor De Stijl is onder andere te zien in het gebouw 'De Volharding' aan de Grote Markt in Den Haag. Dit gebouw werd gerealiseerd in 1927-1928 in opdracht van de arbeiderscoöperatie 'De Volharding'. Sinds 1988 is het gebouw in eigendom en gebruik van Randstad Uitzendbureau. 'De Volharding' is een opvallend transparant gebouw met veel glas, strakke lijnen, een opmerkelijke gevel en veel licht. Het gebouw leek 's avonds een grote reclamezuil en maakte Buijs ook in het buitenland bekend. 
In Amsterdam bouwde Buijs het gebouw van De Arbeiderspers van 1929-31 in de stijl van de nieuwe zakelijkheid. Buijs zag dit als zijn favoriete werk omdat hij in dit gebouw uitdrukking kon geven aan het ideaal van de socialistische architect die hij was. De Arbeiderspers zag hij als een 'kathedraal van de Arbeid'. 
Een aanzienlijk aantal ontwerpen van Buijs zijn niet uitgevoerd zoals een Mausoleum voor Troelstra en het gebouw voor de Haagse Kunstkring.

## Woningbouw
Voor de Tweede Wereldoorlog heeft Buijs een groot aantal villa's ontworpen. Na de oorlog ontwierp hij sociale woningbouw, zoals etagewoningen in de wijk Rustenburg in Den Haag (1949) en in de Indische buurt in Vlaardingen (1949). Wegens ziekte stopte Buijs in 1955 met werken. Lürsen zette nog vele jaren met een nieuwe compagnon, A. van Haaren, het bureau voort, tot hij in 1974 stopte. 

## Beeldende kunst
Naast de architectuur hield Buijs zich bezig met beeldende kunst. Jonge kunstenaars kregen van hem opdrachten om kunstwerken in zijn gebouwen aan te brengen. Zo maakte Rudolf Belling een kunstwerk in 'De Volharding', voorzien van teksten van Henriette Roland Holst. Het kunstwerk is uit het gebouw verdwenen en waar het werk is, is onbekend. Buijs was lid van de Sociaal-Democratische Arbeiderspartij en gaf kinderen van arbeiders les in moderne schilder- en beeldhouwkunst en moderne architectuur. 

## Ziekte en overlijden
In 1955 moest Buijs wegens zijn slechte gezondheid zijn architectenbureau verlaten en in 1959 liet hij zich opnemen in de door hem zelf ontworpen Rudolf Steiner Kliniek, waar hij twee jaar later overleed.